# Froude-szám
A Froude-szám dimenzió nélküli szám, folyadékok áramlásának egyik hasonlósági kritériuma a Reynolds-számhoz hasonlóan. Két áramlás akkor hasonló, ha a kialakuló tehetetlenségi erők és a nehézségi erők aránya azonos. A Froude számnak olyan áramlásoknál van jelentősége, melyeknél a folyadék súlyának jelentős szerepe van, így a szabad felszíni hullámmozgásnál, a hajó dinamikában valamint az olyan áramlásoknál, ahol lebegő szilárd részecskéket tartalmaz az áramló közeg, például pneumatikus szállításnál. 

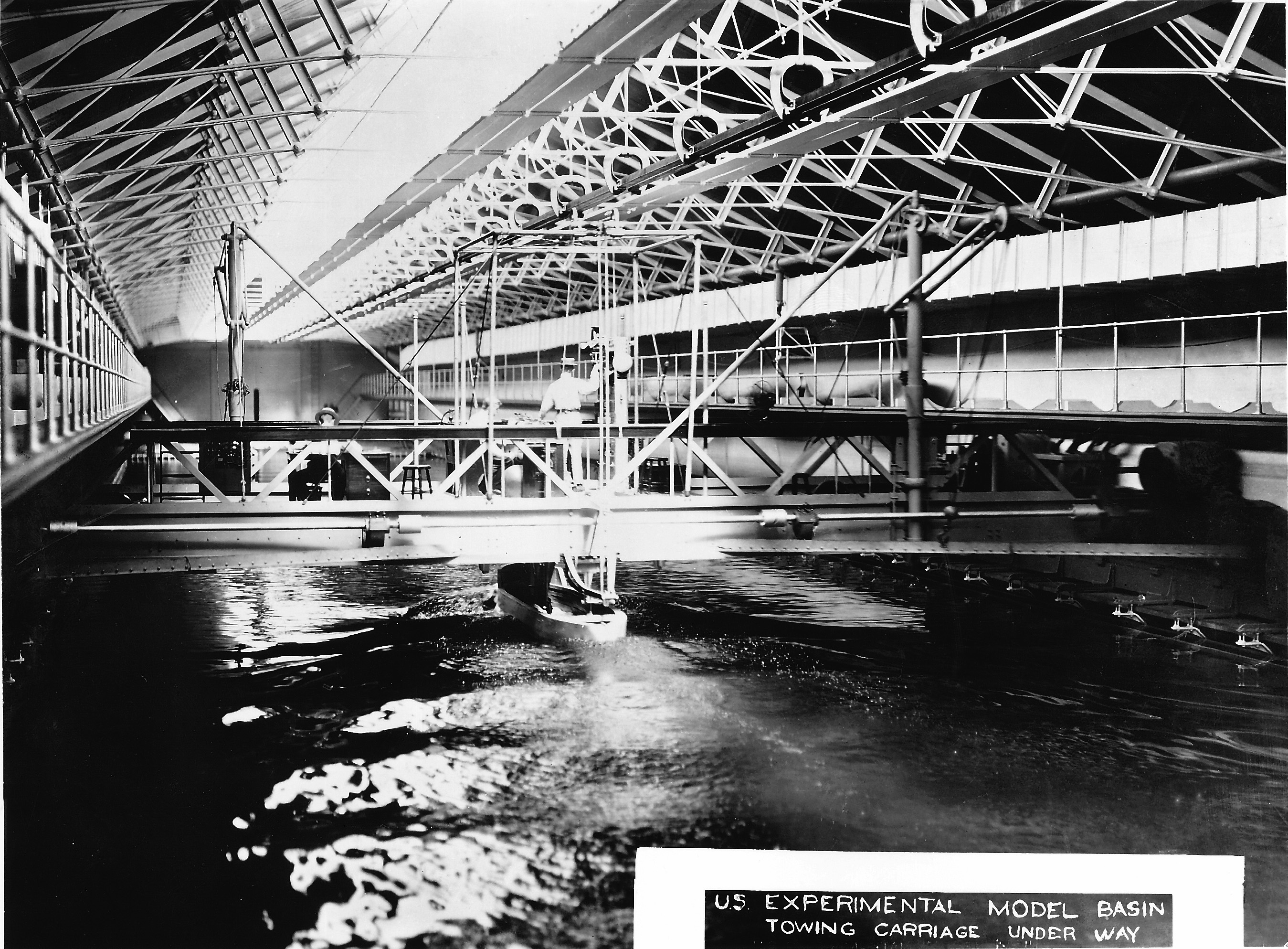
Vontatócsatorna hajómodellek vizsgálatára

A Froude szám az 
{\displaystyle Fr={\frac {v}{\sqrt {Lg}}}}
összefüggésből számítható, ahol
{\displaystyle v} az áramlás sebessége,
{\displaystyle g} a nehézségi gyorsulás,
{\displaystyle L} pedig a jellemző hosszméret (például a hajó hossza).
A hajódinamikát léptékhelyes modellek speciálisan erre a célra épített medencékben való vontatásával vizsgálják. A levonható következtetések céljából az életnagyságú hajó és a modell Froude-számának meg kell egyeznie. Azonban, mivel a hajó közegellenállását a hullámellenálláson kívül a víz viszkozitása miatti súrlódás is befolyásolja, a Reynolds-számoknak is egyezőeknek kell lenniük.